# Consiliul Național Român al Bucovinei
Consiliul Național Român al Bucovinei a fost un organ reprezentativ al românilor din Ducatul Bucovinei în perioada 27 octombrie – 28 noiembrie 1918, până la unirea Bucovinei cu România. Între 12 și 28 noiembrie 1918, a condus Ducatul Bucovinei în calitate de autoritate unică. Structura sa inițială de 50 de reprezentanți a fost ulterior lărgită, pentru a cuprinde un total (diferit consemnat) de 100 sau 104 de membri desemnați.
Prin intermediul primului său președinte Iancu Flondor, a solicitat la 2 noiembrie 1918 intervenția Armatei României în Bucovina, iar împreună cu Consiliul Secretarilor de Stat (autoritate guvernamentală formată în baza prevederilor adoptate de Consiliul Național), a acționat inițial pentru preluarea exclusivă a autorității de stat de la guvernatorul imperial Josef Ezdorf și ulterior, după obținerea suportului militar românesc, pentru adoptarea și punerea în practică atât a măsurilor necesare restabilirii ordinii publice pe teritoriul bucovinean și administrării regiunii, cât și pentru convocarea pe baze plebiscitare a Congresului General al Bucovinei, în vederea exercitării dreptului la autodeterminare al populației din provincie.
Atitudinea sa în ce privește integritatea teritorială a Bucovinei a fost una intransigentă, care însă nu a întrunit unanimitatea punctelor de vedere ale membrilor Consiliului și s-a situat în conflict cu poziția mișcării naționale ucrainene, reprezentată în Ducat de Comitetul Regional Ucrainean din Bucovina, de susținere de divizării provinciei pe criterii etnice între români și ucraineni.

## Constituirea
La 16 octombrie 1918, Împăratul Carol I al Austriei a dat manifestul Către popoarele mele credincioase, propunând reorganizarea pe baze federative a Austro-Ungariei, într-o modalitate în care s-ar fi creat șase state (austriac, ungar, ceh, polonez, iugoslav și ucrainean), nici unul însă românesc. Românii din Bucovina ar fi urmat să aleagă în ce stat ar fi urmat să fie.
La ultima ședință a Consiliului Imperial din 22 octombrie 1918, pozițiile exprimate de către reprezentanții naționalităților din provincie au fost împărțite, mergând de la clamarea necesității unei divizări a acesteia până la opoziție la împărțirea teritoriului și trecând prin opinia că va trebui așteptată decizia viitoarei Conferințe de Pace. În perioada următoare însă, cererile ucrainenilor privitoare la Bucovina au crescut semnificativ, reluând și ideea de anexare a întregii provincii, emisă la începutul anului 1918 de Rada din Kiev.
În aceste condiții, reacția românilor bucovineni a fost imediată.

### Adunarea națională a românilor din Bucovina
În condițiile evenimentelor din Monarhia Austro-Ungară din luna octombrie 1918, un grup de intelectuali români a decis să acționeze pentru afirmarea  drepturilor naționale ale  românilor bucovineni și s-a întâlnit în casa medicului Isidor Bodea, director al Spitalului de Copii. la  12  octombrie, ca urmare a unei inițiative a profesorului Sextil  Pușcariu. Niciunul dintre cei prezenți nu era deputat în Parlamentul vienez și nici nu reprezenta în mod oficial vreun partid bucovinean, dar participanții constatând lipsa unei atitudini ferme din punct de vedere național a deputaților români de la Viena, precum și a reprezentanților partidelor, au decis ca cei prezenți la întâlnire să acționeze, cu scopul afirmării drepturilor naționale ale românilor din Ducat. Trei zile mai târziu a avut loc o a doua întâlnire în casa lui Alexandru  Hurmuzachi, iar la 16 octombrie Iancu Flondor a venit la Cernăuți pentru a se poziționa în  fruntea  mișcării  naționale din Ducatul Bucovinei.

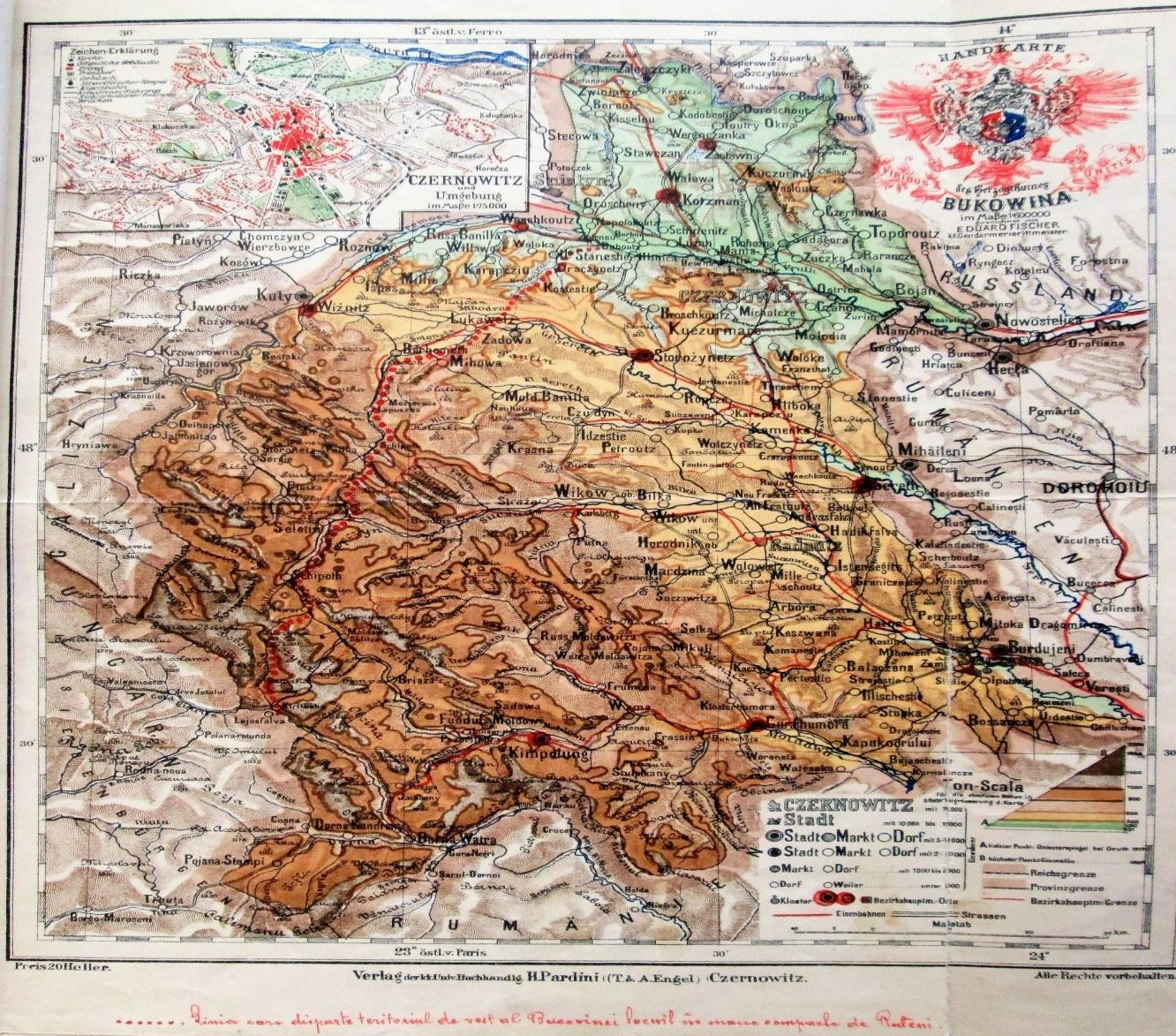
Harta Bucovinei și orașului Cernăuți creată de rittmeisterul Eduard Fischer, cu o adenda scrisă de mână în partea inferioară de către Iancu Flondor și un desen care ilustrează sugestiile acestuia de delimitare a teritoriului bucovinean, pe baze etnice, trimise prim ministrului român Ion I.C. Brătianu în 1915.

La 27 octombrie 1918 a avut loc, drept urmare a unei inițiative a deputaților din Parlamentul de la Viena, Gheorghe Sârbu⁠(cs)[traduceți] și Gheorghe Grigorovici, o adunare națională a românilor din Bucovina, participanți fiind deputați din Parlamentul vienez și din Dieta  Bucovinei, precum și primari români, alături de reprezentanți ai partidelor politice și ai unor societăți culturale românești. Respectiva adunare s-a autoproclamat, în ce privește Bucovina, Constituantă și printr-o rezoluție, s-a pronunțat atât pentru integritatea Bucovinei, cât și pentru demersuri în vederea unirii acesteia cu celelalte țări românești. În aceeași zi au fost aleși 50 de membri care au format Consiliul Național Român al Bucovinei.
Deputații români  din Consiliul Imperial George Grigorovici, Aurel  Onciul și Gheorghe Sârbu nu au fost de acord  cu rezoluția Constituantei aceștia susținând  ideea unor tratative româno-ucrainene, privitoare la obținerea unui compromis pașnic privitor la divizarea provinciei.

### Ședința din 27 octombrie 1918
În prima ședință a Consiliului, desfășurată în ziua respectivă, a fost creat un comitet executiv și au fost numiți ca având calitatea de membri toți cei șase deputați români ai Consiliului Imperial: Alexandru Hurmuzachi, Gheorghe Sârbu, Aurel Onciul, Gheorghe  Grigorovici, Constantin Isopescu-Grecul și Teofil Simionovici (dintre aceștia, la adunarea din 27 octombrie au participat numai Gheorghe Sârbu și Gheorghe Grigorovici). Tot în aceeași zi s-au constituit secții ale Consiliului  pentru externe, aprovizionare și administrație. Ultima, fiind cea mai mare, a fost organizată în subsecții: administrație internă, siguranță  publică, școală, biserică și fond, finanțe,  comunicație și poștă, igienă, justiție, agricultură, comerț  și industrie.
Conform ultimului guvernator al provinciei, Josef Ezdorf, până în dimineața zilei 27 octombrie se știa că soluția de urmat în ce privește viitorul Bucovinei era partajarea acesteia între români și ucraineni. Ca urmare a intervenției personale ferme a lui Iancu Flondor însă, aceasta a fost abandonată de adunarea națională a românilor în favoarea integritatății Bucovinei, într-un context în care, de la ședință au lipsit în fapt Aurel Onciul, Alexandru Hurmuzachi, Constantin Isopescu-Grecul și Teofil Simionovici, ultimii doi blocați la Viena ca urmare a întreruperii transportului feroviar din cauza izbucnirii luptelor dintre polonezi și ucraineni în Galiția.
Refuzând să se ralieze poziției lui Flondor, cât și să ocupe vreo funcție publică sub noua administrație a Consiliului Național Român, Gheorghe Grigorovici a motivat aceasta prin lipsa unei înțelegeri cu Consiliul Național Ucrainean privitoare la teritoriul Bucovinei, absența promovării votului absolut democratic, a apărării minorităților și a reformei agrare.

## Structura
Pentru mai multe detalii, vedeți Lista membrilor Consiliului Național Român al Bucovinei.
Comitetul Executiv:

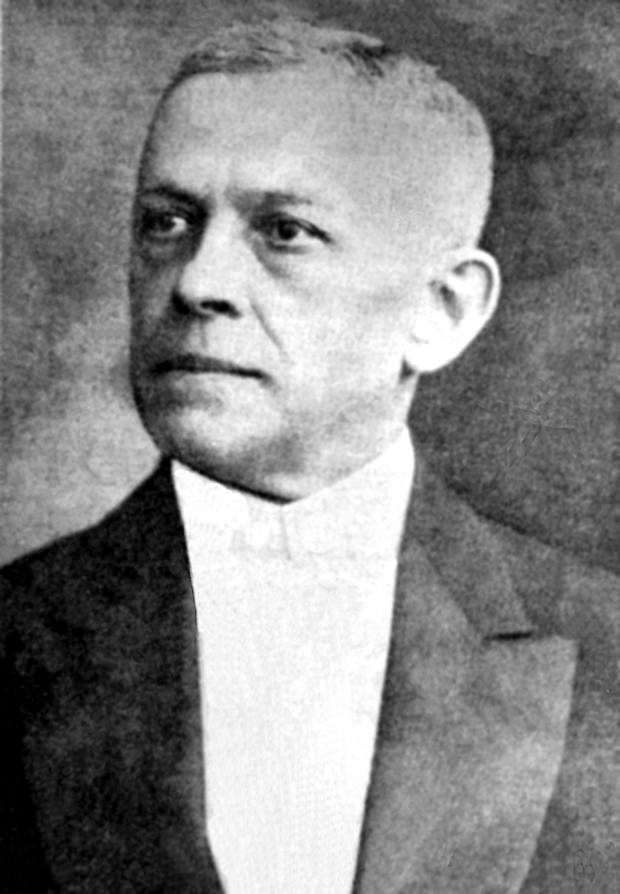
Iancu Flondor, primul președinte al Consiliului.

- Președinte: inițial Iancu  Flondor,[7] ulterior din 12 noiembrie 1918 Dionisie Bejan[12]
- Vicepreședinți: inițial Dionisie Bejan, Dorimedont Popovici și Sextil Pușcariu,[7] iar din 12 noiembrie 1918 Eusebie Popovici, Nicu Vasilovschi și Vasile Alboi-Șandru[12]
- Secretari: Vasile  Bodnărescu, Radu Sbiera și Laurenție Tomoiagă
- Casier: Gheorghe Băncescu

La 12 noiembrie 1918, Iancu Flondor, Dorimedont Popovici, Sextil Pușcariu și Radu Sbiera au demisionat din Comitetul Executiv, nominalizați fiind în Consiliul Secretarilor de Stat.
Secții:
- Externe: Sextil Pușcariu, Gheorghe  Grigorovici, Alexandru Hurmuzachi și Gheorghe  Sârbu
- Aprovizionare: Gheorghe  Sârbu (președinte), Vasile Marcu și Aurel Țurcan
- Administrație: formată din 25 de persoane, sub președinția lui Dorimedont Popovici, vicepreședinte fiind Nicu Vasilovschi, iar Victor Tomașciuc, secretar.

Juriul de arbitri (din 12 noiembrie 1918): Alecu Procopovici, Cornel Homiuca, Laurenție Tomoiagă, Gheorghe Sârbu și Victor Tomașciuc
Din rândul membrilor a fost ales un comitet însărcinat atât cu desfășurarea unei activități politice permanente, în conformitate cu orientările stabilite de Consiliul Național, cât și cu susținerea revendicărilor naționale ale bucovinenilor la Conferința de Pace.

## Activitatea
Consiliul, care, a a condus Ducatul Bucovinei în calitate de autoritate unică, a activat timp de 1 lună, până la unirea Bucovinei cu România.
Ședințe:
| - 14/27 octombrie 1918 - 30 octombrie/12 noiembrie 1918 | - 31 octombrie/13 noiembrie 1918 - 12/25 noiembrie 1918 | - 15/28 noiembrie 1918 |

### Poziția față de viitorul provinciei
Prin rezoluția adoptată la 27 octombrie, Constituanta românilor se pronunțase atât pentru integritatea Bucovinei cât și pentru demersuri în vederea unirii acesteia cu celelalte țări românești. La 28 octombrie 1918, Iancu  Flondor, Gheorghe  Sârbu și Dorimedont Popovici au cerut,  guvernatorului Josef Ezdorf, prezentându-se la sediul guvernului regional, să predea puterea Consiliului Național Român din Bucovina, ceea ce, acesta a refuzat.
Ucrainenii în adunarea din data de 3 noiembrie au respins rezoluția Constituantei românești din 27 octombrie, rezoluția acestora stabilind disponibilitatea de negociere cu românii și celelate naționalități, în ce privește problemele aflate în dispută, și a solicitat ca administrarea teritoriului ucrainean din Bucovina să fie preluată de Consiliul Național Ucrainean. Au avut loc negocieri, care, au ajuns în impas datorită subiectului orașului Cernăuți, între deputații români din Consiliul Imperial Gheorghe Grigorovici, Gheorghe Sârbu, Aurel Onciul și Alexandru Hurmuzachi pe de o parte și ucraineni. În același timp, aflați la Viena, deputații Teofil Simionovici și Constantin Isopescul-Grecul au telegrafiat că se raliază poziției Constituantei din 27 octombrie 1918.
Ca urmare a unui puci ucrainean, la 6 noiembrie contele Ezdorf a transferat totuși puterea în mâinile Consiliului Național Ucrainean din Bucovina și ale membrului Consiliului Național Român, Aurel Onciul. Acesta, fără a se consulta cu alți reprezentanți ai românilor și a avea susținerea lor, s-a angajat alături de ucraineni în calitate de comisar român, pentru a susține soluția înțelegerii cu  ucrainenii în privința viitorului Bucovinei, într-o tentativă de a fi constituite două guverne, unul ucrainean pentru nordul provinciei și unul român pentru sudul acesteia, orașul Cernăuți urmând să  fie administrat în comun cu ucrainenii, în contextul în care viitoarea Conferință de Pace ar fi urmat să decidă definitiv soarta provinciei.
Pentru mai multe detalii, vedeți Lovitura de stat din Ducatul Bucovinei din 6 noiembrie 1918.
Aceasta s-a produs în contextul în care, mișcarea națională ucraineană a revendicat teritoriile locuite de ucraineni din Galiția, Bucovina, Basarabia și Maramureș, respectiv nordul provinciei – inclusiv teritoriul locuit de ruteni dintre râurile Prut și Siret și unele localități din dreapta Siretului, susținând împărțirea Bucovinei între români și ucraineni pe criterii etnice, conform datelor privind populația majoritară din localități, obținute la recensământul din 1910.
Această înțelegere nu a fost recunoscută de Consiliul Național Român al Bucovinei, care, prin intermediul președintelui său, Iancu Flondor, solicitase intervenția Armatei României încă din 2 noiembrie 1918.
Începând cu 9 noiembrie, în contextul luptelor polono-ucrainene din Galiția, unitățile militare ucrainene au părăsit treptat orașul Cernăuți și beneficiind de ajutorul unui detașament de militari bănățeni, Consiliului Național Român a luat sub control cele mai importante instituții din capitala Bucovinei, într-un moment în care a fost sigură apropierea trupelor române, după ce ultimul detașament ucrainen a părăsit orașul în noaptea dintre 9 și 10 noiembrie.
La 11 noiembrie, Armata României a intrat în Cernăuți și în zilele următoare a luat sub control atât întreaga Bucovină cât și nord-vestul județului Hotin.
Pentru mai multe detalii, vedeți Intervenția Armatei României în Bucovina în 1918.

### Ședința din 12 noiembrie 1918
La 12 noiembrie, 34 dintre membri Consiliului s-au întrunit într-o altă ședința, având ca obiect votarea Legii fundamentale provizorii asupra puterilor în Țara  Bucovinei (lege care a precizat atribuțiile diferitelor organisme politice) și în aceeași zi s-a constituit guvernul Bucovinei, fiind nominalizați 11 secretari de stat conduși de un președinte, care urmau să ocupe 14 funcții (2 dintre cei nominalizați ocupând în mod temporar câte 2 funcții). Prin noua Constituție a Bucovinei, Consiliul Național Român a fost împuternicit cu întreaga autoritate asupra Bucovinei, fiind desemnat să dețină puterea legislativă. Formal, legea votată a rămas în vigoare până la Decretul regal din 2 aprilie 1920, care, a integrat complet Bucovina Regatului României.
Cele patru persoane din conducerea Consiliului nominalizate în guvern și-au dat demisia din Consiliu, în locul acestora fiind alese altele, în respectivele funcții de președinte și vicepreședinți. De asemenea, au fost aleși în aceeași ședință cei cinci membri ai juriului de arbitri. (vezi mai sus structura).
De asemenea, s-au transmis națiunilor din Bucovina asigurări cu privire la drepturile lor, precum și că ordinea publică va fi respectată, s-au furnizat explicații privitoare la intervenția trupelor române, explicată prin cedarea către ucraineni a puterii guvernamentale de către austrieci și a fost criticată, în aceeași ședință, poziția deputatului Aurel  Onciul.

### Ședința din 13 noiembrie 1918
La 13 noiembrie 1918, Consiliul Secretarilor de Stat aflat sub președinția lui Iancu Flondor, a prezentat  Consiliului Național Român programul de activitate pentru perioada imediată. De asemenea, s-au dezbătut  modalității de administrare a Bucovinei precum și măsuri ce urmau a fi luate în viitorul apropiat.
Un subiect semnificativ a fost reprezentat de atitudinea față de populația ucraineană și față de integritatea teritorială a Bucovinei, în contextul susținerii diferite pentru două tipuri de atitudine: fie negociere cu ucrainenii în privința cedării acestora a nordului și nord-vestului provinciei, fie o atitudine intransigentă în raport cu integritatea teritoriului.
Conform deputatului Gheorghe Grigorovici, susținător în continuarea al unei înțelegeri cu urainenii, politica dusă de Iancu Flondor nu putea dar roade, deoarece Consiliul Național Român nu putea fi considerat reprezentantul întregului popor. Cu toate acestea, la momentul respectiv exista convingerea că Bucovina devenise o republică de sine stătătoare, în care rivalitatea dintre principalele două națiuni, română și ucraineană fusese, câștigată de prima dintrre acestea. 
În perioada care a urmat, atât Consiliul Național Român, cât și Consiliul Secretarilor de Stat au acționat pentru restabilirea ordinii publice pe teritoriul bucovinean și în vederea pregătirii Congresului General al Bucovinei.

### Ședința din 25 noiembrie 1918
La 25 noiembrie 1918 a avut loc o nouă ședință a Consiliului Național Român, în care au fost incluși alți 50 de noi membri (54 după o altă informație). Printre aceștia s-au aflat atât 12 refugiați bucovineni reveniți de la Iași (inclusiv Ion  Nistor, George  Tofan, Dimitrie  Marmeliuc, Filaret  Doboș, Aurel  Morariu, Teodor  Ștefanelli și Vasile  Greciuc), cât și locuitori ai orașelor Cernăuți, Suceava și Rădăuți ori ai unor sate cu  populație românească. Măsura a avut în vedere faptul că, nu toate districtele Bucovinei fuseseră reprezentate de la început, în acest organism de conducere.
În aceeași ședință s-a hotărât convocarea pe baze plebiscitare a Congresului General al Bucovinei, cu scopul de a fi exercitat dreptul la autodeterminare și s-au informat membrii Consiliului despre discuțiile purtate cu reprezentanții polonezilor, germanilor și evreilor în ce privește hotărârea de unire a Bucovinei cu Regatul României. Ca dată a viitorului congres național a fost stabilitată data de 28 noiembrie 1918.
Tot în aceeași zi, s-au discutat probleme referitoare la învățământul minorităților și necesitatea unei reforme agrare.

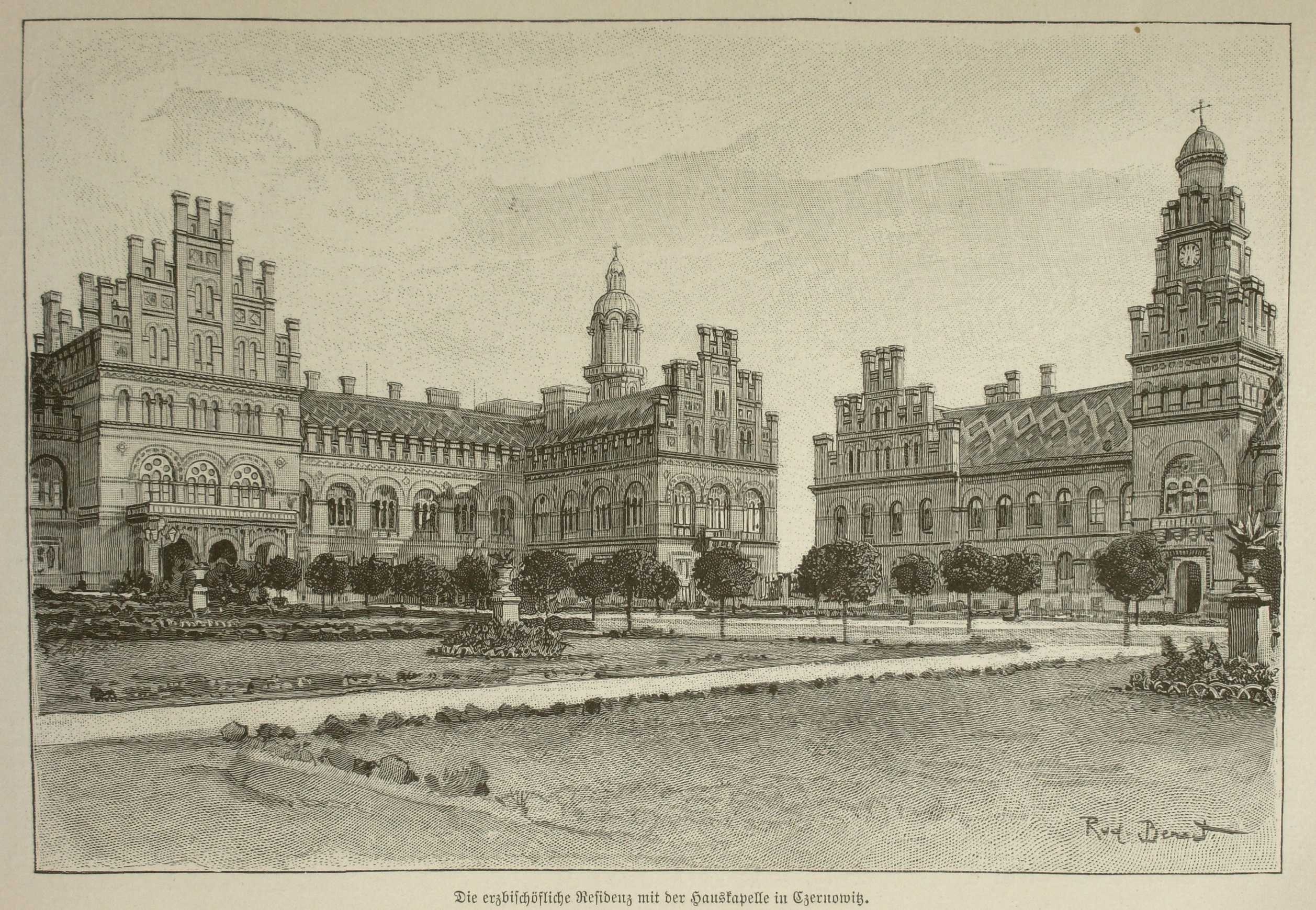
Palatul Mitropolitan din Cernăuți, unde s-a desfășurat Congresul General al Bucovinei, aici într-o imagine din 1899.

### Ședința din 28 noiembrie 1918
La 28 noiembrie 1918 s-a  întrunit La Cernăuți Congresul General al Bucovinei, la care au fost prezenți 74 din cei 100 de membri ai Consiliului. Printre membri Consiliului care nu au participat la Congres, se numără Sextil Pușcariu (bolnav) și patru dintre deputații fostului Consiliul Imperial (Alexandru Hurmuzachi, Aurel Onciul, Constantin Isopescu-Grecul și Teofil Simionovici). Cei mai mulți care au lipsit au provenit din localități mai depărtate de Cernăuți.
Declarația Congresului General al Bucovinei, prin care s-a decis unirea necondiționată a Bucovinei în vechile ei limite teritoriale cu Regatul României, a fost adoptată cu unanimitate de voturi.